# Valonska Flandrija
Valonska Flandrija (francuski: Flandre wallonne, latinski: Comitia Flandriae Wallonensis) je teritorij koji je bio dio bivše Grofovije Flandrije. Ovaj teritorij je tradicionalno podrazumijevao zemlje (pagus)  Lille, Douai i Orchies.
Za vrijeme španjolske vlasti, ovo područje bilo je dio Romanske Flandrije koja je potpisala stvaranje Arraske Unije 1579. godine. Nakon sporazuma u Nijmegenu, Valonska Flandirja dolazi pod francusku upravu.
Pod ovim izrazom nikad se nije podrazumijevao npr. Mouscron. Upotreba ovog izraza je čisto politička, a ne jezična kao što je npr. naziv Romanska Flandrija. Povijesni jezik ovog područja nije valonski nego pikardijski.

## Pogledajte također

### Poveznice
- Primorska Flandrija
- Romanska Flandrija